# Sankarakhiri
Das Sankarakhiri-Gebirge (Thai: เทือกเขาสันการาคีรี,  ausgesprochen [tʰʉ̂ak-kʰăo săn-kaːraː-kiːriː], andere Schreibweise: San Kala Khiri, oder Sankala Khiri) ist der nördliche Teil der Titiwangsa-Bergkette, die wichtigste Berglandschaft auf der Malaiischen Halbinsel, die eine natürliche Grenze zwischen der Westküste und der Ostküste bildet. Die Titiwangsa-Bergkette zieht sich durch die Provinzen Songkhla, Pattani und Narathiwat im Süden von Thailand und über die Staatsgrenze bis Negeri Sembilan in Malaysia. Der höchste Berg der Sankarakhiri Bergkette, Ulu Titi Basah (ยูลูติติ บาซาห์) mit 1533 m Höhe, befindet sich an der Grenze zwischen Yala und Perak.

## Naturschutzgebiete
Es gibt mehrere Nationalparks und Naturschutzgebiete in den Bergen:
- Nationalpark San Kara Khiri (อุทยานแห่งชาติ สันการาคีรี) – Größe: 214 km², das Hauptquartier liegt in der Provinz Songkhla.
- Nationalpark Budo Su-ngai Padi (อุทยานแห่งชาติ บูโด-สุไหงปาดี) – Größe 341 km², das Hauptquartier liegt in der Provinz Narathiwat.
- Nationalpark Namtok Sai Khao (อุทยานแห่งชาติ น้ำตกทรายขาว) – Größe 110 km², das Hauptquartier liegt in der Provinz Pattani.
- Wildpark Hala-Bala – Zweiteiliger Park (Sektion Hala und Sektion Bala) im Süden der Provinz Narathiwat, Größe 434 km², beliebt bei Vogel-Beobachtern.